# The Almost
The Almost est un groupe américain de rock chrétien , originaire de Clearwater, en Floride.  Il est mieux connu pour avoir été mené par le batteur et chanteur d'Underoath, Aaron Gillespie. Formé en 2005, et avant de se mettre en pause, le groupe comprenait les guitaristes Dusty Redmon et  Jay Vilardi, le bassiste Jon Thompson, et le batteur Joe Musten. Le groupe compte trois albums et deux EP au label Tooth and Nail Records.

## Biographie

### Formation (2005–2007)
Il est impossible de connaitre la date exacte durant laquelle Aaron Gillespie, batteur et chanteur d'Underoath, a formé The Almost. Seule la page MySpace du groupe, qu'il a lancé le 1er octobre 2005 sans aucune chanson, est un trace de sa création. Le 4 octobre 2005, Il publie deux démos intitulées I Mostly Like to Copy Other People et They Say You Can Never Write I Told You So in a Song But Here I Go. Aaron a travaillé avec Kenny Vasoli pour enregistrer une chanson intitulée Yule Be Sorry, incluse sur la compilation Happy Christmas Volume 4, distribuée par Tooth and Nail Records le 25 octobre 2005. Gillespie, écrivait lui-même les chansons pendant les sessions de Define the Great Line avec Underoath.
En 2007, le groupe joue avec Paramore à leur tournée RIOT!, aux côtés de The Starting Line et Set Your Goals. D'après leur MySpace, The Almost tournera aussi avec Emery, Envy on the Coast, Army of Me entre juin et juillet. En mai, ils publient la face B Hold On sur iTunes.
Peu après l'annonce de l'EP, le batteur Kenny Bozich, quitte le groupe. Dusty Redmon (le guitariste), expliquera sur le forum du site internet AbsolutePunk : « Kenny part. Il va se marier et ne veut plus tourner. Ca arrive... c'est déjà arrivé deux fois avec Beloved et Dead Poetic. C'est un choix personnel et on comprend. Il devait faire la  batterie sur le prochain album, mais il a décidé de ne pas continuer. Tant pis. »

### Southern Weather(2007–2008)
Leur premier album, Southern Weather, est publié le 3 avril 2007, et enregistré entre février et mars 2006. Le premier single, Say this Sooner, est utilisé sur les pages PureVolume et MySpace de The Almost, accompagné de I Mostly Copy Other People et de la version démo de Never Say I Told You So (qui devait s'intituler They Say You Can Never Write I Told You So in a Song But Here I Go). The Almost publie le clip de Say this Sooner, le 19 mars 2007. Le clip passe à l'émission Unleashed sur MTV2 à cette période.
The Almost embarque dans la tournée It's All Happening qui dure entre le 17 décembre et le 20 janvier 2006, avec Jay Vilardi (guitare), Dusty Redmon (guitare), Alex Aponte (basse) et Kenny Bozich (batterie). La tournée fait entendre de nouveaux moreaux issus de leur album à venir, Southern Weather. Depuis la formation de The Almost, le groupe compte 11 millions de lectures sur MySpace. Un clip du second single, Southern Weather est publié.

### Monster Monster(2008–2011)
Little Drummer Boy est publié le 4 novembre 2008 suivi par Awful Direction le 20 novembre. The Almost sort un nouvel EP, intitulé  No Gift to Bring le 24 novembre. Il devait à l'origine être publié le 25 novembre, mais ils changeront la date un jour avant. L'EP est publié en attendant la sortie de l'album en été/fin 2009. Il comprend un nouveau morceau intitulé Awful Direction, une reprise du thème de Noël Little Drummer Boy, une reprise de Your Love Is Extravagant, une nouvelle version de Amazing, Because It Is, et un mix exclusif de Dirty and Left Out. L'EP est presque entièrement enregistré par Aaron, et poroduit par le guitariste d'Underoath, Tim McTague, qui a aussi réalisé le remix de Dirty and Left Out.
En mai 2008, Aaron Gillespie annonce l'entrée en studio de The Almost pour l'hiver 2008 afin d'enregistrer un nouvel album, suite de Southern Weather. Dans le podcast de novembre 2008 de Tooth and Nail Records, Aaron explique que « le nouvel album sera un effort collectif », suggérant que tous les membres seront impliqués dans les enregistrements. Le groupe entre en studio en début mai, à Nashville. Monster Monster est publié chez Tooth and Nail/Virgin le 3 novembre 2009, et comprend les singles Lonely Wheel et Hands. La version fan pack de l'album se vend exclusivement à Best Buy et comprend les morceaux West et Wrong. L'EP Monster EP comprend deux morceaux bonus intitulés July et Birmingham. L'album atteint la 67e place du Billboard 200 et la troisième des Christian Album Charts.
En février 2010, The Almost joue au Soundwave 2010 avec des groupes comme HIM, Whitechapel, A Day to Remember, et Paramore. The Almost tourne aussi à travers l'Australie à l'échelle nationale avec trois autres têtes d'affiche ; Faith No More, Jimmy Eat World et Jane's Addiction. Hormis le Soundwave, The Almost joue dans des clubs de Melbourne et Sydney avec All Time Low et Dance Gavin Dance. Le 31 juille 2010, The Almost joue au iMatter Festival, d'Elmira, État de New York. Le 25 octobre 2010, The Almost publie l'EP Monster Monster qui comprend quatre morceaux bonus que sont Lonely Wheel, Hands, No I Don't et Monster Monster de l'album Monster Monster.

### Fear Inside Our Bones(2011–2015)
Pendant leur concert à l'O2 Experience à Denver, le 1er juin 2011, Aaron Gillespie annonce un nouvel album intitulé Fear Inside Our Bones. Aaron annonce aussi sur Twitter que le groupe a terminé les sessions en juin 2012. L'album est attendu pour début 2013.
En janvier 2013, leur nouvel album est annoncé le 16 avril 2013 chez Tooth and Nail Records. Le 1er avril 2013, le groupe annonce qu'il est repoussé à juin 2013, du fait que Tooth and Nail deviendra indépendant.
Lors d'un entretien dans le podcast BadChristian d'Emery, Gillespie annonce avoir mis le groupe en pause, en particulier à cause de l'emploi du temps chargé des membres dans leurs projets respectifs.

## Membres

### Membres actuels
- Aaron Gillespie – chant, guitare rythmique, claviers, percussions (2005–2015), guitare solo, basse, batterie (2005–2007)
- Dusty Redmon – guitare solo, chœurs (2007–2015)
- Jay Vilardi – guitare rythmique, guitare solo, chœurs (2007–2015)
- Joe Musten –  batterie, percussions (2008–2015)
- Jon Thompson – basse (2010–2015)

### Anciens membres
- Alex Aponte - basse (2007–2010)
- Kenny Bozich - batterie, percussions (2007–2008)
- Nick D'Amico - guitare rythmique, guitare solo (2007)

## Discographie

### Albums studio
- 2007 : Southern Weather (Tooth and Nail, Virgin)
- 2009 : Monster Monster (Tooth and Nail, Virgin)
- 2013 : Fear Inside Our Bones

### EP
- 2008 : No Gift to Bring (Tooth and Nail, Virgin)
- 2009 : Monster (Tooth and Nail, Virgin)
- 2010 : Monster Monster (Tooth and Nail, Virgin)

### Démo
- 2005 : The Almost Demos

### Singles
- 2007 : Say this Sooner